# Малнівськоволянська сільська рада
| Малнівськоволянська сільська рада — колишній орган місцевого самоврядування у Мостиському районі Львівської області з адміністративним центром у с. Малнівська Воля. Історична дата утворення: в 1993 році. Сільській раді підпорядковані населені пункти: - с. Малнівська Воля - с. Мартини - с. Петики - с. Пихи - с. Рожаки |

## Склад ради
Рада складалася з 16 депутатів та голови.

### Керівний склад ради
| ПІБ                         | Основні відомості                                                                              | Дата обрання | Дата звільнення |
| --------------------------- | ---------------------------------------------------------------------------------------------- | ------------ | --------------- |
| Даниляк Михайло Миколайович | Сільський голова, 1964 року народження, освіта, безпартійний                                   | 26.03.2006   | 31.10.2010      |
| Даниляк Михайло Миколайович | Сільський голова, 1964 року народження, освіта вища, член Всеукраїнського об'єднання «Свобода» | 31.10.2010   |                 |

Примітка: таблиця складена за даними джерела